# Bjässan
Bjässan is een sikkelvormig onbewoond eiland in de stroming van Zweedse Kalixrivier.De rivier stroomt hier door het Kamlungeträsket. Het heeft geen oeververbinding. Het heeft een oppervlakte van ongeveer 2 hectare